# مهدي كمارا
مهدي كمارا (مواليد 30 يونيو 1998) هو لاعب كرة قدم فرنسي يلعب في مركز خط الوسط في نادي سانت إتيان.